# Brhlíkovití
Brhlíkovití (Sittidae) jsou drobní pěvci (11–18 cm), s velkou hlavou, dlouhým šídlovitým zobákem, krátkýma silnýma nohama (s ostrými drápky) uzpůsobenýma ke šplhání po nakloněném povrchu a krátkým ocasem. Bývají poměrně pestří, přičemž obě pohlaví jsou zbarvena stejně nebo velmi podobně.
Žijí samotářsky. Jsou to vesměs stromoví ptáci, šplhající po kmeni, několik druhů se však přizpůsobilo životu na skalách. Jsou to hmyzožravci, ale živí se také semeny včetně oříšků.
Obývají Severní Ameriku, Eurasii i Austrálii. V Evropě žijí tři druhy.[zdroj?]
V České republice žije jediný druh – stálý brhlík lesní (Sitta europaea). Vyskytuje se rovnoměrně od nížin do hor.
Čeleď obsahuje jediný rod s 24 druhy.[zdroj?] Do čeledi brhlíkovitých bývá zařazován i zedníček skalní, většinou je však řazen do samostatné čeledi zedníčkovitých.

## Seznam druhů
| Český název                                  | Latinský název                                                                  | Obrázek       | Domovina                                                        | Poznámka |
| -------------------------------------------- | ------------------------------------------------------------------------------- | ------------- | --------------------------------------------------------------- | --- |
| brhlík americký                              | Sitta canadensis Linnaeus, 1766                                                 |               | Severní Amerika                                                 | |
| brhlík azurový syn. brhlík brýlatý           | (Sitta azurea)                                                                  |               |                                                                 | |
| brhlík barmský                               | Sitta victoriae Rippon, 1904                                                    |               | endemit Myanmaru                                                | |
| brhlík běloocasý                             | Sitta himalayensis Jardine & Selby, 1835                                        |               | severovýchod Indie, jihozápad Číny, na jihu po Vietnam          | |
| brhlík běloprsý                              | Sitta carolinensis Latham, 1790                                                 |               | Severní Amerika, od jižní Kanady po Mexiko                      | ssp. (S. c. aculeata) (S. c. alexandrae) (S. c. carolinensis) (S. c. lagunae) (S. c. mexicana) (S. c. nelsoni) (S. c. tenuissima) |
| brhlík brýlatý                               | Sitta azurea Lesson, 1830                                                       |               | Malajsie, Sumatra a Jáva                                        | ssp. (S. a. azurea) (S. a. expectata) (S. a. nigriventer)                                                                         |
| brhlík červenozobý                           | Sitta frontalis Swainson, 1820                                                  |               | Indie a Srí Lanka, jihovýchodní Asie až Indonésie               | ssp. (S. f. corallipes) (S. f. frontalis) (S. f. palawana) (S. f. saturatior) (S. f. velata)                                      |
| brhlík čínský                                | Sitta villosa J. Verreaux, 1865                                                 |               | Čína, Korea                                                     | ssp. (S. v. bangsi) (S. v. corea) (S. v. villosa)                                                                                 |
| brhlík dlouhozobý                            | Sitta tephronota Sharpe, 1872                                                   |               | Severní Irák až do Střední Asie                                 | ssp. (S. t. dresseri) (S. t iranica) (S. t. obscura) (S. t. tephronota) – Bývá někdy uváděn jako „brhlík velký“.                  |
| brhlík drobný                                | Sitta pygmaea Vigors, 1839                                                      |               | západ Severní Ameriky od Britské Kolumbie po jihozápadní Mexiko | ssp. (S. p. brunnescens) (S. p. elii) (S. p. flavinucha) (S. p. leuconucha) (S. p. melanotis) (S. p. pygmaea)                     |
| brhlík filipínský                            | Sitta oenochlamys (Sharpe, 1877)                                                |               | endemit Filipín                                                 | ssp. (S. o. apo) (S. o. isarog) (S. o. lilacea) (S. o. mesoleuca) (S. o. oenochlamys) (S. o. zamboanga)                           |
| brhlík Gouldův syn. brhlík světlelící        | (Sitta leucopsis)                                                               |               |                                                                 | |
| brhlík hnědohlavý                            | Sitta pusilla Latham, 1790                                                      |               | endemit jihovýchodu Spojených států                             | ssp. (S. p. insularis) (S. p. pusilla)                                                                                            |
| brhlík indický syn. brhlík nagský            | (Sitta nagaensis)                                                               |               |                                                                 | |
| brhlík jünnanský                             | Sitta yunnanensis Ogilvie-Grant, 1900                                           |               | endemit jihozápadní Číny                                        | |
| brhlík kabylský                              | Sitta ledanti Vielliard, 1976                                                   |               | endemit severovýchodního Alžírska                               | |
| brhlík kašmírský                             | Sitta cashmirensis W. E. Brooks, 1871                                           |               | východní Afghánistán až západní Nepál                           | |
| brhlík kaštanovobřichý                       | Sitta castanea Lesson, 1830                                                     |               | severní a střední Indie                                         | ssp. (S. c. castanes) (S. c. prateri)                                                                                             |
| brhlík kaštanový syn. brhlík kaštanovobřichý | (Sitta castanea)                                                                |               |                                                                 | |
| brhlík korsický                              | Sitta whiteheadi Sharpe, 1884                                                   |               | endemit Korsiky                                                 | |
| brhlík lesní                                 | Sitta europaea Linnaeus, 1758                                                   |               | Eurasie                                                         | rozlišuje se 22 subspecií. |
| brhlík nádherný                              | Sitta formosa Blyth, 1843                                                       |               | roztroušeně po Jihovýchodni Asii                                | |
| brhlík nagský                                | Sitta nagaensis Godwin-Austen, 1874                                             |               | Tibet, jižní Čína, Indočína                                     | ssp. (S. n. grisiventris) (S. n. montium) (S. n. nagaensis)                                                                       |
| brhlík pruhohlavý)?                          |                                                                                 |               |                                                                 | patrně synonymum k brhliku velkému (Sitta magna)                                                                                  |
| brhlík sibiřský                              | Sitta arctica Buturlin, 1907                                                    |               | východní sibiř                                                  | Nezaměňovat s Sitta europaea asiatica Gould, 1837                                                                                 |
| brhlík skalní                                | Sitta neumayer Michahelles, 1830                                                |               | Balkán, Řecko, Turecko až Írán                                  | ssp. (S. n. neumayer) (S. n. plumbea) (S. n. rupicola) (S. n. syriaca) (S. n. tschitscherini)                                     |
| brhlík světlelící                            | Sitta leucopsis Gould, 1850                                                     |               | západní Himálaj                                                 | |
| brhlík turecký                               | Sitta krueperi Pelzeln, 1863                                                    |               | Malá Asie                                                       | |
| brhlík velký                                 | Sitta magna R. G. W. Ramsay, 1876                                               |               | Čína, Myanmar a Thajsko                                         | ssp. (S. m. ligea) (S. m. magna) – Jako „brhlík velký“ bývá někdy uváděn také brhlík dlouhozobý                                   |
| brhlík žlutozobý syn. (brhlík vietnamský)    | Sitta solangiae (Delacour & Jabouille, 1930)                                    |               | Laos, Vietnam, ostrov Hainan                                    | ssp. (S. s. chienfengensis) (S. s. fortior) (S. s. solangiae)                                                                     |
|                                              | Sitta przewalskii Berezowski & Bianchi, 1891 syn. (Sitta leucopsis przewalskii) |               | jihovýchodní Tibet až západní Čína                              | |
|                                              | Sitta cinnamoventris Blyth, 1842 syn. (Sitta castanea cinnamoventris)           |               | úpatí Himálaje severovýchodní Indie po západní Jünnan a Thajsko | ssp. (S. c. almorae) (S. c. cinnamoventris) (S. c. koelzi) (S. c. tonkinensis)                                                    |
|                                              | Sitta neglecta Walden, 1870 syn. (Sitta castanea neglecta)                      |               | Indočína                                                        | |
|                                              | Sitta gracilis† Kessler, 2013                                                   | vyhynulý druh |                                                                 | |
|                                              | Sitta pussila† Kessler, 2013                                                    | vyhynulý druh |                                                                 | nezaměnit s Sitta pusilla Latham, 1790                                                                                            |
|                                              | Sitta villanyensis† Kessler, 2013                                               | vyhynulý druh |                                                                 | |